# ليغو سيتي أندر كوفر
ليغو سيتي أندر كوفر (بالإنجليزية: LEGO City Undercover)‏ هي لعبة فيديو أكشن-مغامرات من تطوير تي تي فيوجن ومن نشر وارنر برذرز إنترآكتيف إنترتيمنت ونينتندو صدرت أول مرة في 28 مارس 2013 على وي يو وأعيد إصدارها في 4 أبريل 2017. على منصات نينتندو سويتش، مايكروسوفت ويندوز، بلاي ستيشن 4، وإكس بوكس ون.

## اللعب
عليك التحكم بشخصية الضابط الشرطة تشيس ماكين لألقاء القبض على المجرمين في أنحاء مدينة ليغو سيتي الشاسعة كما يمكنك ركوب السيارات والدراجات النارية والمروحيات وأنجاز المهمات الرئيسية والفرعية حيث يمكنك تغير شخصيتك إلى عدة شخصيات من بينها لص ورجل أطفاء ومزارع ورائد فضاء وغيرهم وتمتاز اللعب برسوميات جيدة وألوان خلابة كما يتيمز أسلوب اللعبة بطريقة مشابهة للعبة جراند ثفت أوتو.

## نبذة
يعود ضابط الشرطة تشيس ماكين إلى منزله في ليغو سيتي، بعد طرده قبل عامين في أعقاب قضية مهمة، بناءً على طلب من رئيس بلدية جليسون. عند عودته، تكشف جليسون أن المدينة في قبضة موجة الجريمة، التي تشتبه في أنها من عمل ريكس فيوري - وهو مجرم سيء السمعة الذي ساعدت تشيس في القبض عليه، الذي هرب مؤخرا من السجن - ويطلب من شاس العثور عليه. وأوقفه مرة أخرى ولمساعدته في عمله، انضم إليه في تشيس فرانك هني، وقد ساعده فني الشرطة إيلي فيليبس، على الرغم من أن عودته ليست خبراً مرحباً به لناتاليا كوالسكي، صديقة تشيس السابقة، التي اضطرت في برنامج حماية الشهود بعد أن كشف عنها عن غير قصد كشاهد في محاكمة فيوري، ولا ماريون دنبي (كيري شيل) ، رئيس شرطة المدينة الجديد، الذي أجبر على إرسال تشيس بعيدا بسبب خطأه.
بعد المساعدة في التعامل مع عدد من الحالات البسيطة، تمكن تشيس من الحصول على بعض الأدلة التي أدت به إلى مواجهة ريكس في منجم تجيس. وبالرغم من العثور عليه، فقد تعرض للهزيمة قبل أن يتمكن من اعتقاله، وعند استعادة وعيه، يتعلم أن والد ناتاليا قد اختفى. على الرغم من عرض مساعدتها في العثور عليه، يجد تشيس أن مساعدته رفضتها ناتاليا. بعد تعرضها لضغوط من جليسون لإشراك تشيس في قضية ريكس، على فرانكل أخبرها أنه يتم استبعاده عن قصد، يرسل دنبي تشيس بسرية داخل شركة ليموزين يملكها تشان تشوانغ، رئيس عصابة الجريمة. خلال فترة عمله في الشركة، يعمل سائقًا للمليونير فورست بلاكويل، ويكسب القبول مع رئيس تشان، فييني بابالاردو، ويسرق عربة القمر تشان. عندما يتم القبض على ناتاليا من قبل تشان، أثناء التحقيق في علاقته باختفاء والدها، يذهب تشيس لإنقاذها، مما يجعلها تقبل مساعدته في العثور على والدها، ولكنها تغضب دونبي عندما تختفي تشان.
يزيله دانبي مؤقتًا من القضية، وقد نقل تشيس وفرانك إلى حديقة بلوبيل الوطنية للعمل مع شريف ديوك هاكلبري. في وقت ما في وقت لاحق، يعيد دنبي إعادته إلى القضية، وعندها كلف فيني مهمة تشيس في العمل معه، بما في ذلك مهمة سرقة روبوتة تي ريكس من متحف ليغو سيتي. بعد المساعدة على إنقاذ نتاليا من مجموعة من الرجال الغامضين، وعندها يتم التوفيق بينهم جزئيا، تشيس يطرد فيني إلى مشتريه الخاص ويجده ريكس نفسه. عندما يتعلم فيني أنه لن يتقاضى أجرًا مقابل عمله ويطلب منه سرقة المزيد من العناصر لمشتريه، فإنه يرشد تشيس للسرقة من بلاكويل. بعد اقتحامه لقصره، يعود تشيس إلى صالة آيس كريم فين، ليجدها تجتاحها قاطرات ريكس، وفينيي مقفلة في المجمد انتقامًا من الذهاب ضد أوامر ريكس. تمكنت تشيس من إنقاذ فيني من سفاح ريكس، وبعد استجواب زعيم العصابة، تأخذ مكانها لمعرفة ما تخطط ريكس.
بإدارة التسلل إلى مخبأ ريكس، يسمع تشيس والد ناتاليا، هنريك كوالسكي، يجري استجوابه من قبل ريكس ويكتشف أن بلاكويل نفسه نظم موجة الجريمة، وتمكن من خطف ناتاليا لإجبار والدها على العمل على خططه. إنقاذ كوالسكي، تشايس يدعو إيلي مع ما تعلمته، وعندها تبلغه أن بلاكويل مؤخرا كان في الأخبار مع وعود لديه خطط من شأنها أن تغير ليغو سيتي إلى الأبد. وينتقل إلى قصر بلاكويل، ويبحث عن أدلة على جرائم بلاكويل وتحديد موقع نتاليا. يكتشف تشايس قريباً أن بلاكويل تنوي بناء مستعمرة على القمر، بعد أن أحبطت خططه لبناء مركز تسوق في جريس بسبب القضايا البيئية. لتسهيل خططه، حول بلاكويل برجه العالي، برج بلاكويل، إلى صاروخ، تكتشفه تشايس أنه سيدمر المدينة عند إطلاقها. قام تشيس سريعا بإعداد هنريك وعدة أعضاء في قسم الشرطة لبناء حقل قوة لمنع محركات الصاروخ من حرق المدينة.
تعلم أن بلاكويل أخذت معه نتاليا، تلاحقه شيس عبر مكوك فضائي. على سطح القمر، يجد تشيس نفسه مستخدمًا ميكانيكيًا في البناء لمحاربة ريكس في إطار تي ريكس المعدل الذي ساعده في السرقة. بلاكول يترك كلا الرجلين وراءهم، ويدمرون المكوك. تمكن تشيس من هزيمة ريكس في معركة أخيرة، حيث يرسل بلاكويل السقوط الحر نحو الأرض. متعهدا بالانتقام، يجد بلاكويل نفسه يرسل طير بعيدا من بقرة من العدم. القفز بالمظلات نحو سجن ناتاليا داخل وحدة قيادة الصواريخ، تنقذها تشيس من خلال تحريك مظلة الوحدة. بمجرد عودته إلى المدينة، يهنئه غليسون على إنقاذ مدينة ليغو، بينما يقدم دونبي تشيس شرف الإشراف على اعتقال ريكس. ومع ذلك، فإن «تشايس» تحولها إلى الأسفل، مدعية أن ناتاليا أكثر أهمية بالنسبة له الآن، وتترك معها.

## روابط خارجية
- ليغو سيتي أندر كوفر على موقع IMDb (الإنجليزية)